# Женская сборная Португалии по волейболу
Женская национальная сборная Португалии по волейболу (порт. Seleção Portuguesa de Voleibol Feminino) — представляет Португалию на международных соревнованиях по волейболу. Управляющей организацией выступает Португальская федерация волейбола (Federação Portuguesa de Voleibol — FPV).

## История
Волейбол в Португалии появился во время Первой мировой войны, благодаря размещённым на Азорских островах военнослужащим США. Важную роль в развитии новой игры в стране внесли преподаватель физвоспитания А.Каваку, работавший в ряде учебных заведений Лиссабона, а также сотрудники Ассоциации молодых христиан (YMCA), благодаря которым были переведены на португальский язык правила волейбола и организовано обучение этому виду спорта в университетах и колледжах различных португальских городов.
В 1947 году была основана Португальская федерация волейбола, в том же году ставшая одним из соучредителей ФИВБ. С 1947 проводятся чемпионаты Португалии среди мужчин, а с 1960 — и среди женщин.
Выход женской сборной Португалии на международную арену состоялся лишь в 1983 году, когда волейболистки страны впервые приняли участие в отборочном турнире чемпионата Европы. Один из групповых квалификационных турниров прошёл в Испании и на нём португальская команда провела 5 матчей и во всех проиграла. На протяжении последующих более чем 30 лет сборная Португалии регулярно участвовала в квалификации Олимпийских игр (с 2011), чемпионатов мира (с 1993) и Европы, но от того, чтобы попасть в основную стадию этих соревнований каждый раз была весьма далека. 
В начале 2019 года произошло знаковое событие для женского португальского волейбола. Национальная сборная, заняв в своей отборочной группе 2-е место, впервые обеспечила себе участие в основной стадии чемпионата Европы. На самом же континентальном первенстве португальские волейболистки в своей группе предварительного этапа заняли последнее место, выиграв в пяти матчах лишь один сет. 
В 2024 году сборная Португалии выиграла свой первый международный турнир, победив в финале Серебряной Евролиги команду Финляндии.

## Результаты выступлений и составы

### Олимпийские игры
Сборная Португалии приняла участие только в одном квалификационном олимпийском турнире.
- 2012 — не квалифицировалась

### Чемпионаты мира
В чемпионатах мира 1952—1990 сборная Португалии участия не принимала.
- 1994 — не квалифицировалась
- 1998 — не квалифицировалась
- 2002 — не квалифицировалась
- 2006 — не квалифицировалась
- 2010 — не квалифицировалась
- 2014 — не квалифицировалась
- 2018 — не квалифицировалась
- 2022 — не квалифицировалась
- 2025 — не квалифицировалась

### Чемпионаты Европы
В чемпионатах Европы 1949—1981 сборная Португалии участия не принимала.
| - 1983 — не квалифицировалась - 1985 — не квалифицировалась - 1987 — не участвовала - 1989 — не участвовала - 1991 — не участвовала - 1993 — не квалифицировалась - 1995 — не квалифицировалась - 1997 — не квалифицировалась - 1999 — не участвовала - 2001 — не квалифицировалась - 2003 — не квалифицировалась | - 2005 — не квалифицировалась - 2007 — не квалифицировалась - 2009 — не квалифицировалась - 2011 — не квалифицировалась - 2013 — не квалифицировалась - 2015 — не квалифицировалась - 2017 — не квалифицировалась - 2019 — 21—24-е место - 2021 — не квалифицировалась - 2023 — не квалифицировалась - 2026 — |

- 2019: Аманда Кавалканти, Эдуарда Дуарте, Мария Лопеш, Элена Монтейру, Элиана Дуран, Ванесса Родригеш, Марта Хюрст, Жуана Резенде, Беатриз Басту, Алине Родригеш, Юлия Коваленко, Мария Майо, Барбара Гомеш, Ана Вале. Тренер — Жозе Франсиско Сантус.

### Евролига
До 2016 в розыгрышах Евролиги сборная Португалии участия не принимала.
- 2017 — 7—9-е место
- 2018 — 10—12-е место
- 2019 — 19—20-е место (7—8-е в Серебряной лиге)
- 2021 — 15-е место (4-е в Серебряной лиге)
- 2022 — 11-е место (2-е в Серебряной лиге)
- 2023 — 12-е место (3-е в Серебряной лиге)
- 2024 — 13-е место (1-е в Серебряной лиге)
- 2025 — 10-е место

- 2017: Фабиола Гомеш, Мария Пенеда, Барбара Гомеш, Элиана Дуран, Ванесса-Иоланда Родригеш, Габриэла Коэльо, Марта Хюрст, Жуана Резенде, Жулиана-Изабел Антунеш, Неуса Нету, Алине Родригеш, Юлия Коваленко, Карина Моура, Ванесса Ракете. Тренер — Антониу Герра.
- 2018: Фабиола Гомеш, Эдуарда Дуарте, Элиана Дуран, Мария Майо, Нурия Лопеш да Силва, Ванесса Родригеш, Неуса Нету, Марта Хюрст, Жуана Резенде, Жулиана-Изабел Антунеш, Ана-София Фрешес Фонсека, Алине Родригеш, Юлия Коваленко, Барбара Гомеш. Тренер — Мануэл Алмейда.
- 2019: Аманда Кавалканти, Эдуарда Дуарте, Инеш Перейра, Элена Монтейру, Элиана Дуран, Ванесса Родригеш, Алисе Клементе, Марта Хюрст, Жуана Резенде, Беатриз Басту, Алине Родригеш, Юлия Коваленко, Барбара Гомеш, Ана Вале. Тренер — Жозе Франсиско Сантус.
- 2023: Аманда де Оливейра Кавалканти, Инеш де Барруш Перейра, Мариса Пардал, Матильде Каладу Родригеш, Сара Фернандеш, Элиана Кампуш Дуран, Ана Афонсу Вале, Катя де Оливейра Силва, Жуана Мартинш Резенде, Ана Диаш Фигейраш, Маргарида Браш Мая, Мария Рейш Лопеш, Юлия Коваленко, Марлен Кунья Перейра. Тренер — Уго Силва.
- 2024: Аманда де Оливейра Кавалканти, Ракел Морену Силва, Мариса Пардал, Матильде Каладу Родригеш, Мариана Гарсеш, Жуана Гарсеш, Ана Руй Монтейру, Алисе Клементе, Катя де Оливейра Силва, Ана Диаш Фигейраш, Маргарида Браш Мая, Мария Рейш Лопеш, Юлия Коваленко, Раиса Кассама. Тренер — Уго Силва.

### Средиземноморские игры
- 2018 — 8-е место.

## Состав
Сборная Португалии в соревнованиях 2024 года (Евролига, квалификация чемпионата Европы)
| №  | Имя, фамилия                  | Год рождения | Рост | Амплуа      | Клуб                   |
| -- | ----------------------------- | ------------ | ---- | ----------- | ---------------------- |
| 1  | Аманда де Оливейра Кавалканти | 2002         | 183  | центральная | «Спортинг» Лиссабон    |
| 2  | Ракел Морену Силва            | 2001         | 170  | либеро      | «Витория» Гимарайнш    |
| 3  | Мариса Пардал                 | 2003         | 173  | нападающая  | «Бенфика» Лиссабон     |
| 4  | Матильде Каладу Родригеш      | 2000         | 172  | либеро      | «Спортинг» Брага       |
| 5  | Мариана Гарсеш                | 2005         | 186  | связующая   | «Бенфика» Лиссабон     |
| 6  | Жуана Гарсеш                  | 2005         | 185  | центральная | «Бенфика» Лиссабон     |
| 7  | Ана Руй Монтейру              | 2005         | 182  | нападающая  | «Порту»                |
| 9  | Алисе Клементе                | 2003         | 182  | нападающая  | «Бенфика» Лиссабон     |
| 10 | Катя де Оливейра Силва        | 1986         | 185  | центральная | «Кайруш» Понта-Делгада |
| 12 | Ана Диаш Фигейраш             | 1997         | 170  | связующая   | «Спортинг» Брага       |
| 13 | Маргарида Браш Мая            | 1997         | 175  | нападающая  | «Спортинг» Брага       |
| 14 | Мария Рейш Лопеш              | 2002         | 187  | нападающая  | «Спортинг» Брага       |
| 15 | Юлия Коваленко                | 1999         | 193  | нападающая  | «Конкореццо»           |
| 16 | Раиса Кассама                 | 2002         | 184  | центральная | «Витория» Гимарайнш    |
| 17 | Бруна Коррея                  | 2003         | 182  | центральная | «Порту»                |
| 18 | Каролина Кошта                | 2004         | 177  | нападающая  | «Лейшойнш» Матозиньюш  |

В португальском языке основной фамилией является её второй элемент.
- Главные тренеры — Уго Тейшейра Силва.
- Тренеры — Карлуш Виту де Оливейра, Жуан Кампуш.